# Apogonia pilosella
Apogonia pilosella är en skalbaggsart som beskrevs av Moser 1918. Apogonia pilosella ingår i släktet Apogonia och familjen Melolonthidae. Inga underarter finns listade i Catalogue of Life.